# Заречный Репец
Заре́чный Репе́ц — деревня в Задонском районе Липецкой области России. Входит в состав Камышевского сельсовета.

## География
Деревня расположена в южной части Липецкой области, в восточной части Задонского района, в пределах Среднерусской возвышенности, у автодороги 42К-233 и реки Репец.
Имеет одну улицу: Заречная.

## Топоним
Название дано по реке Репец, на которой стоит.
Прежнее название Покровское — по сельской церкви во имя Покрова Пресвятой Богородицы, тогда ещё деревянной.

## Население
| 1926 | 1932 | 1997 | 2010 |
| ---- | ---- | ---- | ---- |
| 83   | ↗208 | ↘12  | ↗18  |

## Инфраструктура
Личное подсобное хозяйство.

## Достопримечательности
Усадьба И. И. Кожина и каменная Церковь Покрова Пресвятой Богородицы.

## Транспорт
Деревня доступна автотранспортом.